# Сражающийся Батлер
«Сражающийся Батлер» (англ. Battling Butler) — американская немая кинокомедия 1926 года с Бастером Китоном главной роли. Фильм основан на одноимённом мюзикле 1923 года.

## Сюжет
Альфред Батлер — член богатой семьи, но разочарование для его отца: худощавый, нежный молодой человек, привыкший к праздности и роскоши. Чтобы закалить сына, отец отправляет его в горы на охоту и рыбалку. Альфред приказывает камердинеру всё организовать.
На своем «Роллс-Ройсе» с водителем и прицепом с туристическим снаряжением Альфред отправляется на природу. На территории горного лагеря камердинер продолжает обслуживать хозяина. В очень большой палатке Альфред спит на медной кровати с ковриком из медвежьей шкуры на полу. Он одевается в элегантный костюм-тройку, дополненный охотничьей шапкой, и берёт с собой складной стул в виде трости. Ружья носит за ним камердинер.
Охотники встречают группу тетеревов, енота, лису и оленя. Альфред не может решить, в кого стрелять. Он держит ружьё задом наперед и чуть не попадает в девушку. Она в ответ разражается руганью. Высказав недовольство, девушка уходит, но в неё опять чуть не попадает пуля.
Затем Альфред отправляется на рыбалку. Они усаживается на стул посреди воды в сапогах, сделанных по индивидуальному заказу. Заметив камышницу, Альфред садится в каяк и подплывает к птице, чтобы подстрелить из ружья. Но каждый раз, когда он собирается стрелять, камышница ныряет под воду. Утопив лодку, Альфред остается посреди реки по шею в воде. Его спасает девушка на каноэ, которая вытаскивает Альфреда и везёт обратно в палатку.
Здесь девушка наблюдает, как камердинер украшает приготовленные котлеты из баранины. Альфред переодевается к обеду. Когда они садятся и приступают к супу, появляются двое мужчин: отец и брат девушки. Альфред спрашивает, есть ли у неё ещё братья или отцы. Они болтают допоздна, и Альфред провожает девушку домой, пока камердинер прибирается. Но в итоге Альфред не может найти дорогу назад, и теперь девушка провожает его до палатки.
На следующее утро камердинер готовит ванну, пока Альфред читает утреннюю газету. В газете опубликована статья об Альфреде Батлере, боксёре. Камердинер замечает: «Боец взял ваше имя, сэр». Альфред отвечает: «Примите меры, чтобы это прекратить». Затем он вдохновляется колонкой советов влюбленным и решает жениться на новой знакомой. Всё организовать он снова просит камердинера. Камердинер отправляется в дом девушки, но жених не производит впечатления на отца и брата, которые считают Альфреда слабаком. Однако камердинер идет на хитрость и говорит, что Альфред боксёр, в доказательство указывая на имя в газете. Альфред в это время тренируется делать предложение.
Во время новой встречи девушка проявляет симпатию, но спрашивает, когда следующий бой Альфреда. Камердинер убеждает хозяина притвориться боксёром, рассчитывая, что в следующем поединке Батлер проиграет и история забудется. Брат и отец девушки напоминают, что бой завтра, и тащат Альфреда на поезд.
Адьфред с камердинером приходят на бой. Они садятся рядом с менеджером и тренером Батлера-боксёра. Против Сражающегося Батлера выступает чемпион в лёгком весе, и победитель будет драться с Алабамским Убийцей. Семья девушки следит за поединком по радио. Батлер побеждает, и это расстраивает план камердинера. Альфред смотрит на только купленное обручальное кольцо.
Поезд возвращается в горы, где толпа приветствует не того победителя, а настоящий боксёр едет на поезде дальше. Играется свадьба. Однако в газетах объявляют о матче-реванше. Альфред просит девушку никогда не смотреть его поединки и уезжает с камердинером в тренировочный лагерь.
Тем временем настоящий Сражающийся Батлер заселяется в отель вместе со своей женой. Девушка уходит на прогулку, пока боксёр тренируется, но ломает каблук. На дороге её подбирают Альфред и камердинер, с трудом лавирующие среди беспорядочно мчащихся машин местных жителей. У отеля Сражающийся Батлер видит, как его жена высаживается из машины Альфреда. Альфред и камердинер останавливаются в том же отеле.
Альфред идет смотреть, как тренируются боксёры, и снова оказывается рядом с девушкой Сражающегося Батлера. Боксёр ревнует. Появляется молодая жена Альфеда, и тому приходится изобразить тренировку. Он присоединяется бегущей группе боксёров и велит жене идти домой, но та хочет помогать ему тренироваться. Вернувшись в отель, он опять встречает девушку боксёра. Ей нужна помощь с подключением электрических щипцов для завивки, которые присоединяются к патрону лампочки. Появившийся в этот момент Сражающийся Батлер видит, как Альфред входит в комнату его девушки, а затем свет гаснет. Взбешённый, он врывается в номер, сбивая Альфреда. Тот в темноте уползает.
На следующий день жена Сражающегося Батлера появляется с синяком под глазом. Она оказывается за одним столом с женой Альфреда. Выходит официант и кладет между ними коробку конфет «от мистера Батлера». Девушки спорят, для кого конфеты. Появляется Альфред и ему также приходится отвечать на вопрос, кто на ком женат. Но камердинер объясняет ситуацию Сражающемуся Батлеру, и боксёр соглашается подыграть. Но, уходя, напоминает, что на День благодарения назначен бой с Алабамским Убийцей. Затем он предлагает своему тренеру действительно выставить Альфреда на бой. Но — предварительно подготовив, насколько это возможно.
Тренировки проходят не слишком хорошо. На пробежке Альфред и камердинер пытаются сбежать на попутной машине, но удача не на их стороне: из-за аварии тренер их догоняет. Ужин также не удается съесть: тренер заменяет мясо и вино блюдцем чернослива, крекером и стаканом молока. Так проходит три недели.
Наступает день боя. Вокруг ринга огромная толпа. В первом бою боксёру сломали нос. Во втором — выбили зубы. Камердинер указывает Альфреду на машину скорой помощи и говорит, что подготовился к худшему. Приносят избитого боксера на носилках. Альфред пытается сбежать, расположившись на нём под простыней, но его замечают. Приезжает жена Альфреда и говорит, что отец и брат поставили на его победу все свои деньги. Чтобы она не видела боя, камердинер запирает её в кладовке.
В это время с ринга доносятся крики: Сражающийся Батлер победил Алабамского Убийцу. Тренер объясняет, что они и не собирались отказываться от чемпионства только ради того, чтобы подыграть Альфреду. Но Сражающийся Батлер всё ещё хочет отомстить Альфреду и нападает на него а раздевалке. Во время боя дверь открывается и на пороге появляются камердинер и жена Альфреда. Видя страдания жены, Альфред даёт отпор и в конце концов отправляет Сражающегося Батлера в нокаут. Он так разошёлся, что тренеру приходится его оттаскивать. Жена спрашивает, что за человек напал на Альфреда, и Альфред признаётся, что это и был настоящий Сражающийся Батлер. Но жена его прощает. В боксерских трусах, цилиндре и с тростью Альфред вместе с женой идут по оживлённой улице.

## Первоисточник
Как и более ранний фильм «Семь шансов» (1924), «Сражающийся Батлер» является киноадаптацией театрального спектакля. В основу фильма лёг одноимённый мюзикл Уолтера Роузмонта и Балларда Макдональда. В бродвейской постановке главную роль исполнил Чарли Рагглз. Спектакль шёл на сцене с 8 октября 1923 года по 5 июля 1924 года. Как отмечала The New York Times, в английском названии мюзикла и фильма фамилия главного героя отличается на одну букву: Buttler и Butler соответственно.

## В ролях
- Бастер Китон — Альфред Батлер
- Салли О’Нил — девушка с гор
- Уолтер Джеймс — отец девушки
- Бадд Файн — брат девушки
- Фрэнсис Макдональд — Сражающийся Батлер
- Мэри О’Брайен — жена Сражающегося Батлера
- Том Уилсон — тренер
- Эдди Борден — менеджер
- Снитц Эдвардс — камердинер Альфреда